# Haumania microphylla
Haumania microphylla är en strimbladsväxtart som beskrevs av Hoogland. Haumania microphylla ingår i släktet Haumania och familjen strimbladsväxter. Inga underarter finns listade.